# بالار (مترو باريس)
بالار (بالفرنسية: Balard)‏ هي محطة مترو تابعة لمترو باريس تقع في فرنسا في الدائرة الخامسة عشرة في باريس.[بحاجة لمصدر]